# Pseudopachychaeta regularis
Pseudopachychaeta regularis är en tvåvingeart som beskrevs av Kanmiya 1983. Pseudopachychaeta regularis ingår i släktet Pseudopachychaeta och familjen fritflugor. Inga underarter finns listade i Catalogue of Life.